# Rorbach-lès-Dieuze
Rorbach-lès-Dieuze är en kommun i departementet Moselle i regionen Grand Est (tidigare regionen Lorraine) i nordöstra Frankrike. Kommunen ligger i kantonen Dieuze som tillhör arrondissementet Château-Salins. År 2022 hade Rorbach-lès-Dieuze 48 invånare.

## Befolkningsutveckling
Antalet invånare i kommunen Rorbach-lès-Dieuze
| Referens: INSEE |